# Trouley-Labarthe
Trouley-Labarthe ist eine französische Gemeinde mit 107 Einwohnern (Stand 1. Januar 2022) im Département Hautes-Pyrénées in der Region Okzitanien. Sie gehört zum Kanton Val d’Adour-Rustan-Madiranais im Arrondissement Tarbes.

## Lage
Die Gemeinde Reouley-Labarthe liegt 18 Kilometer nordöstlich von Tarbes. Im Gemeindegebiet entspringt der Lurus, ein Nebenfluss des Arros. Sie ist umgeben von folgenden Nachbargemeinden:
| Laméac       |                                             | Bouilh-Devant, Antin |
| Jacque       | Kompassrose, die auf Nachbargemeinden zeigt |                      |
| Chelle-Debat |                                             | Osmets               |

## Bevölkerungsentwicklung
| Jahr                       | 1962 | 1968 | 1975 | 1982 | 1990 | 1999 | 2008 | 2020 |
| Einwohner                  | 106  | 100  | 94   | 80   | 65   | 74   | 88   | 105  |
| Quellen: Cassini und INSEE |      |      |      |      |      |      |      |      |

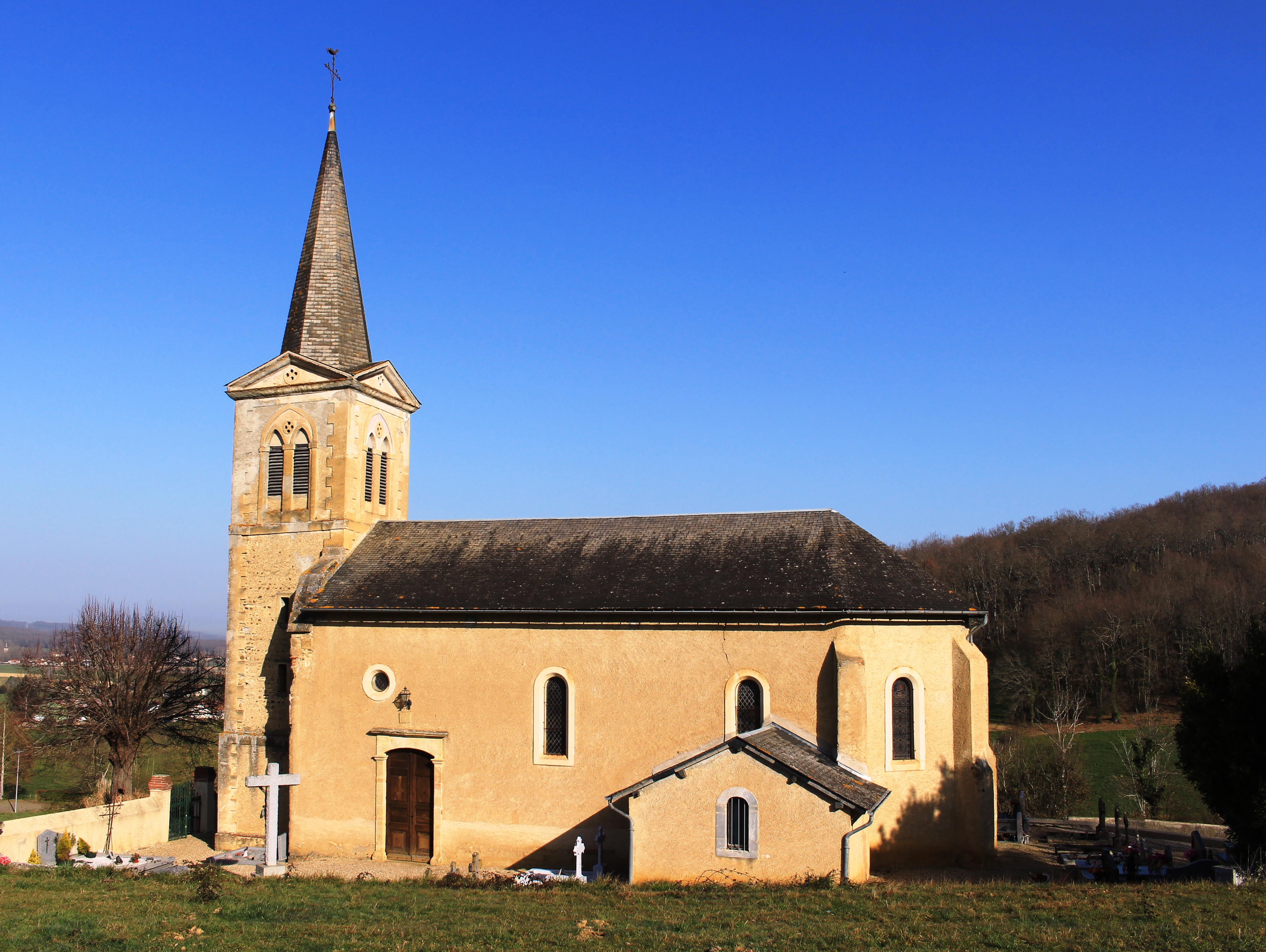
Kirche Saint-Laurent
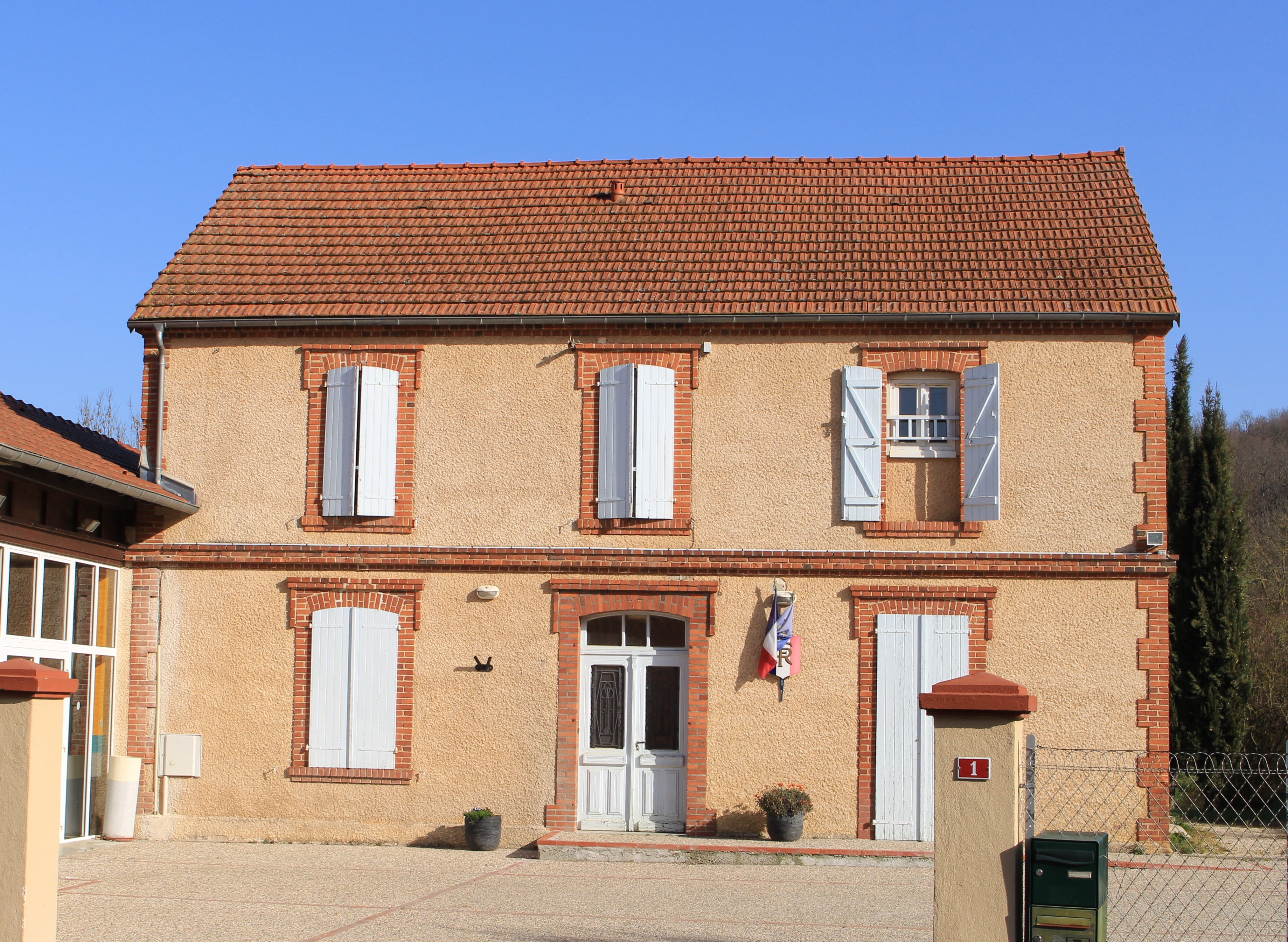
Rathaus (mairie)